# Hydroporus libanus
Hydroporus libanus är en skalbaggsart som beskrevs av Régimbart 1901. Hydroporus libanus ingår i släktet Hydroporus och familjen dykare. Inga underarter finns listade i Catalogue of Life.